# 苏宁红孩子
红孩子是苏宁云商集团旗下的一个母婴用品电子商务网站，成立于2004年3月，在线销售以母婴、化妆、食品、家居、保健、厨电等品类为主的，共5万多种商品。是中国最大的孕婴妈妈安心购物网站。
2012年9月25日，苏宁电器正式宣布以6600万美金收购母婴电商品牌红孩子。在此之前，苏宁已先后进入3C、化妆品、图书、酒类等用户粘性较高的领域，但这一次对垂直电商龙头红孩子的并购才真正是苏宁向“去电器化”迈出实质性的一步。